# Láner Olivér
Láner Olivér (Miskolc, 1927. február 21. – Miskolc, 1985. január 17.) barlangkutató, az aradi vértanú Lahner György tábornok szépunokája.

## Élete
A Magyar Hidrológiai Társaság által Miskolcon szervezett hidrológusképző tanfolyamot végzett, valamint bányaipari és geodéta technikusi végzettséggel rendelkezett.

## Munkássága
1951-től foglalkozott a Bükk barlangjainak feltárásával. 1951-ben ő hozta létre az első bükki barlangkutató szervezetet (Sötét Barlangok Kutatóinak Szövetsége). A Marcel Loubens Barlangkutató Egyesület tiszteletbeli tagja volt 1983-tól. A Magyar Hidrológiai Társaság Nagymiskolci Csoport Zsombolykutató Szakosztályának a titkára és a Magyar Karszt- és Barlangkutató Társulatnak a választmányi tagja volt. Részt vett a Szeleta-zsomboly, Bolhási-víznyelőbarlang, Jávor-kúti-víznyelőbarlang, Vár-tetői-barlang, Spirál-barlang, Szepesi-zsomboly, Bükkös-víznyelőbarlang, Ikertebri-víznyelőbarlang és a Speizi-barlang feltárásában.

## Emlékezete
Halála után róla nevezték el a Spirál-barlangot Láner Olivér-barlangnak, mely jelenleg a Szepesi–Láner-barlangrendszernek a része. A „Magyar hegyisport és turista enciklopédia” című kiadványban Lánder Olivér néven található róla egy szócikk.